# Velvet (banda)
Velvet (en ruso: Вельвет) es un grupo musical ruso de art rock y soft rock formado en 2005.

## Discografía

### Álbumes de estudio
- 2008: Bey v barabany
- 2010: Prodavets kukol
- 2013: Blizhe nel'zya
- 2019: Tonkaya krasnaya liniya

### En vivo
- 2014: Concert (Live @ B2)